# Heida (Wein)
Der Heida ist ein Walliser AOC-zertifizierter Weisswein, der aus Rebsorte Savagnin blanc stammt. Er wird als traditionelle weisse Rebsorte des Wallis betrachtet und ist ein Walliser Grand Cru.

## Höchster Weinberg nördlich des Alpenhauptkammes

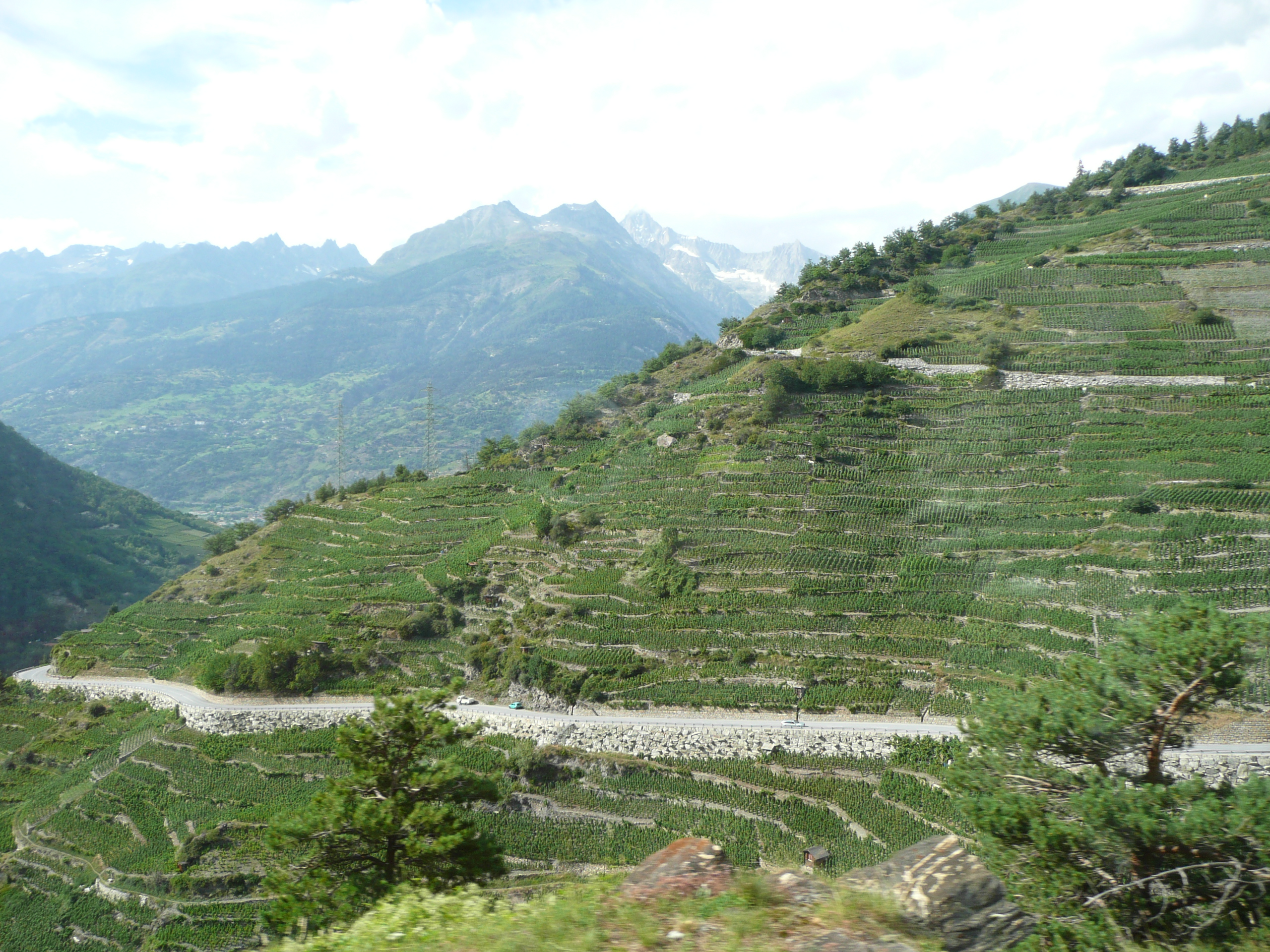
Rebberge von Visperterminen

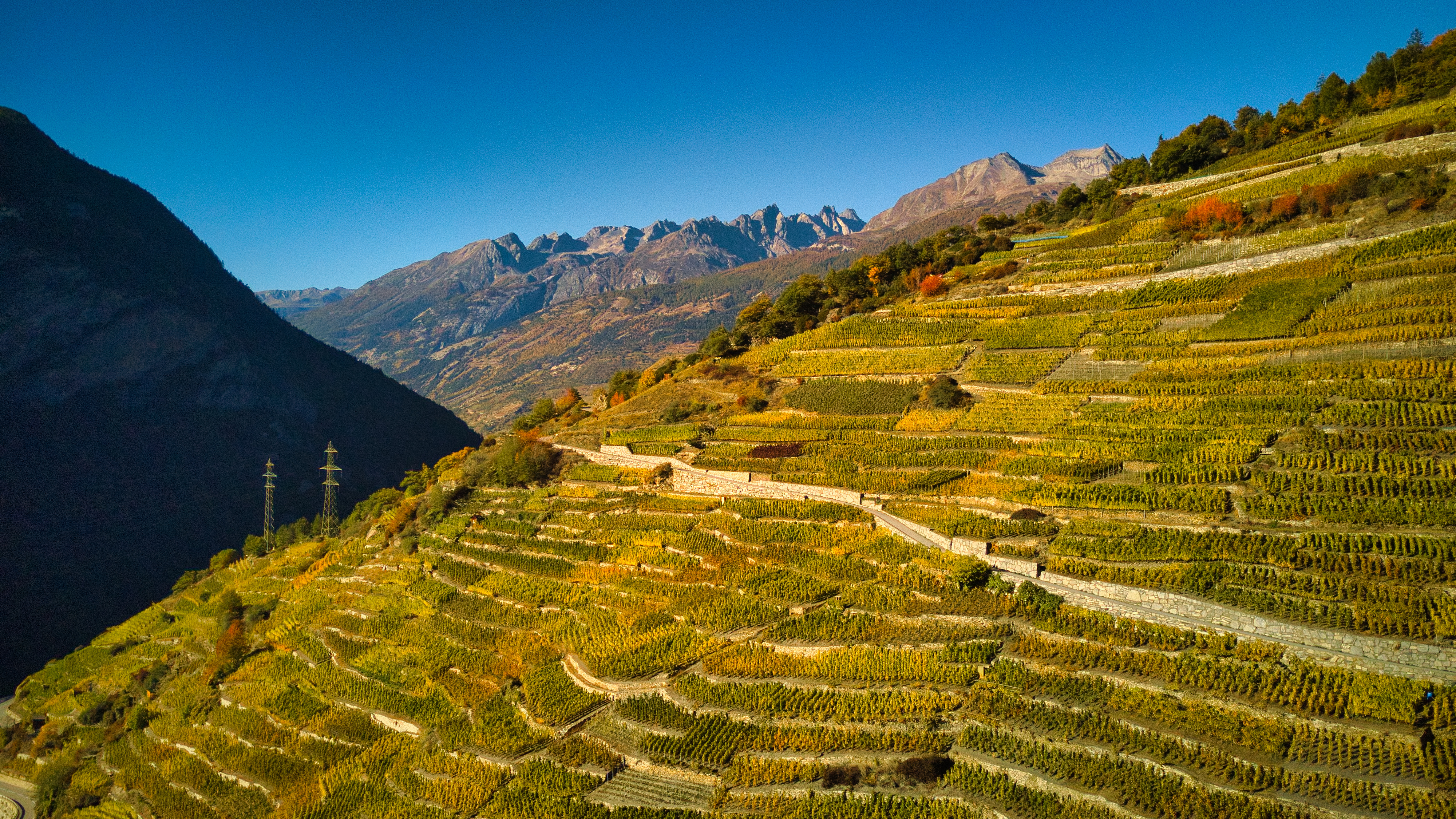
Rebberge im Oktober 2021

Der Heida findet ideale Bedingungen an den sonnigen, steilen Hängen des Vispertals. Dabei liegen in Visperterminen die Rebterrassen mit den charakteristischen Trockensteinmauern auf einer Höhe zwischen 600 und 1150 Meter über dem Meer, wo die Böden von Gletschermoränen und Sandstein sowie etwas Tonschiefer mit mittleren Kalkablagerungen durchzogen sind. Damit zählen sie zu den höchstgelegenen Weinbergen Europas bzw. sind der höchste Weinberg nördlich des Alpenhauptkammes. Dort ist die Sonneneinstrahlung hoch und die warmen Föhntage im Spätherbst lassen die goldgelben Trauben des Heida voll ausreifen.
Seit einigen Jahren legt der Heida auch im übrigen Wallis an Fläche zu.

## Ursprung
Die älteste erhaltene Urkunde, die den Heida erwähnt, stammt aus der Mitte des 16. Jahrhunderts aus der Region von Varen im Oberwallis. Zudem treten die Namen «Heyda» und «Rÿebe» am 29. November 1586 in einem Beschluss des Zehndenrates von Visp in Erscheinung. Dabei bezeichnet der Begriff «Rÿebe» den unteren Teil des Rebberges von Visperterminen, der heute noch Riebe genannt wird.
Doch kann davon ausgegangen werden, dass der Heida bereits lange vorher im Wallis angebaut wurde, denn der Name weist auf eine Abstammung vor der Christianisierung des Wallis hin. Darüber hinaus belegen archäologische Funde, dass bereits die Kelten den Weinbau in Visperterminen betrieben haben.

## Namen
Im Walliserdeutsch bedeutet «Heida» «ursprünglich» oder «alt» bzw. «vorchristlich» oder «in heidnischer Zeit». Seit dem Jahr 1812 nennen die französischsprachigen Unterwalliser den Heida auch «Païen» (ebenfalls in der Bedeutung Heide/heidnisch; das gleichnamige Heide als Landschaftstyp wäre la lande oder la bruyère).

## Eigenschaften
Der Heida wird meist trocken ausgebaut, ist aber auch zur Herstellung von Süsswein gut geeignet. Er bringt es in guten Jahren auf bis gegen 100 Öchslegrade. Wegen seines hohen Alkoholgehalts bis zu 14 % wurde er im Jahre 1901 von Dr. G.F. Stebler, Privatdozent an der ETH Zürich, als "gefährlicher Beinbrecher" benannt. Charakteristisch für Wein aus Heida ist die üppige, strohgelbe Farbe und der kräftige Körper.

## Degustation
Der Heida kann sowohl jung als auch nach einigen Jahren genossen werden. Er bietet ein ausserordentlich feines und breit delikates Bukett mit Aromen sowohl von Zitrus und exotischen Früchten als auch von Honig und Nüssen. Im Gaumen verbindet er körperreiche Vinosität, lebhafte Frische und Struktur mit einem lang anhaltenden Abgang.

## Genossenschaft St. Jodern Kellerei
Die Genossenschaft St. Jodern Kellerei wurde im Jahre 1979 in Visperterminen mit dem Ziel gegründet, eine hohe Qualität des Weins aus dem Vispertal sprich des Heida-Weins zu garantieren. Die heute über 500 Genossenschafter produzieren jährlich rund 300 000 Liter Wein, den die St. Jodern Kellerei in über 400 000 Flaschen abfüllt. Übrigens ist St. Jodern bzw. der Heilige Theodul der Kirchenpatron der Pfarrkirche Visperterminen des Dekanats Visp.